# グースクリーク (サウスカロライナ州)
グースクリーク（英: Goose Creek）は、アメリカ合衆国サウスカロライナ州南東部のバークレー郡にある都市。人口は4万5946人（2020年）。チャールストン海軍武器基地の敷地の大半がグースクリークの市内にある。アメリカ合衆国行政管理予算局が定義し、アメリカ合衆国国勢調査局など連邦政府機関が統計の目的に利用する都市圏としては、チャールストン・ノースチャールストン・サマービル都市圏に、またチャールストン・ノースチャールストン都市化地域に属している。

## 歴史
グースクリーク市は1961年に設立されたが、その歴史は数世紀前まで遡ることができる。開拓初期の時代、チャールストンの北数マイル、クーパー川の支流でグースクリークと呼ばれた水流に近く、一群の開拓者を表現するために使われた言葉が「グースクリークの人たち」だった。彼らは初期のインディアン交易では指導的な存在となり、1690年代までに多くの者が植民地政府で重要な地位に就いた。当初のグースクリークの人たちはインディアンの奴隷を扱ったが、後には鹿皮の交易が主流になった。植民地時代の総督になった者として、ジェイムズ・ムーアやロバート・ダニエルがグースクリークの人たちの出身だった。
グースクリーク市内にあるアメリカ合衆国国家歴史登録財に指定されるものとして、オトラント・プランテーション・インディゴ大樽やセントジェイムズ教会がある。

## 地理
グースクリークはバークレイ郡南部に位置し、座標では北緯33度0分 西経80度2分 / 北緯33.000度 西経80.033度 (32.9955, -80.0289) にある。市の東はクーパー川とバック川であり、南東はチャールストン市の外郭部、南西はハナハン市とさらに西にチャールストン郡のノースチャールストン市、西は国勢調査指定地域のラドソンと接している。
アメリカ合衆国国勢調査局に拠れば、町域全面積は40.8平方マイル (105.8 km2)であり、このうち陸地40.1平方マイル (103.8 km2)、水域は0.77平方マイル (2.0 km2)で水域率は1.88%である。

## 人口動態
以下は2010年の国勢調査による人口統計データである。
| 基礎データ - 人口: 35,938 人 - 世帯数: 8,947 世帯 - 家族数: 7,443 家族 - 人口密度: 355.9人/km2（921.6 人/mi2） - 住居数: 9,482 軒 - 住居密度: 115.5軒/km2（299.2 軒/mi2） 人種別人口構成 - 白人: 78.50% - アフリカン・アメリカン: 14.22% - ネイティブ・アメリカン: 0.59% - アジア人: 2.66% - 太平洋諸島系: 0.12% - その他の人種: 1.56% - 混血: 2.36% - ヒスパニック・ラテン系: 4.05% | 年齢別人口構成 - 18歳未満: 29.6% - 18-24歳: 18.2% - 25-44歳: 32.5% - 45-64歳: 15.4% - 65歳以上: 4.3% - 年齢の中央値: 26歳 - 性比（女性100人あたり男性の人口） - 総人口: 115.7 - 18歳以上: 120.3 世帯と家族（対世帯数） - 18歳未満の子供がいる: 49.7% - 結婚・同居している夫婦: 68.9% - 未婚・離婚・死別女性が世帯主: 10.6% - 非家族世帯: 16.8% - 単身世帯: 12.9% - 65歳以上の老人1人暮らし: 2.9% - 平均構成人数 - 世帯: 2.94人 - 家族: 3.22人 | 収入と家計 - 収入の中央値 - 世帯: 45,919米ドル - 家族: 47,937米ドル - 性別 - 男性: 31,965米ドル - 女性: 23,754米ドル - 人口1人あたり収入: 16,905米ドル - 貧困線以下 - 対人口: 6.8% - 対家族数: 5.8% - 18歳未満: 8.0% - 65歳以上: 7.3% |

## 軍隊
チャールストン大都市圏（チャールストン、ノースチャールストン、グースクリーク、ハナハンの各市）の一部にはアメリカ軍の諸部隊が駐屯している。冷戦時代、海軍基地（1902年-1996年）が国内第3位の軍港となり、80艦以上の艦船や潜水艦が母港にしていた。さらにチャールストン海軍工廠がフリゲート艦、駆逐艦、巡洋艦、潜水母艦の修繕を行った。この工廠には原子力潜水艦の燃料補給設備もあった。
当時の武器基地は、大西洋艦隊弾道ミサイル搭載原子力潜水艦全艦の実装基地だった。弾道ミサイル搭載原子力潜水艦「ブーマー」の2個船隊と潜水母艦が武器基地を母港にし、一方、巡航ミサイル搭載原子力潜水艦の攻撃船隊である潜水艦第4船隊と潜水母艦が海軍基地を母港にしていた。1996年、この基地の大西洋ポラリス・ミサイル設備が閉鎖され、2,500個以上の核弾頭とそのUGM-27ポラリス・ミサイル、UGM-96ポセイドン・ミサイルの潜水艦発射弾道ミサイルは、アメリカ海兵隊安全確保部隊によって保管、維持、保護されている。
2010年、空軍基地（広さ3,877エーカー、15.5 km2）と海軍武器基地（広さ17,000エーカー、68 km2）が合併してチャールストン合同基地となった。この基地は広さが20,877エーカー (83.5 km2) あり、53の軍地部署と政府機関が入り、空兵、水兵、陸兵、海兵、沿岸警備兵、国防総省雇員とその家族、および退役者79,000人以上にサービスを提供している。

### 海軍
- チャールストン海軍兵器ステーション、チャールストン合同基地（広さ17,000エーカー、68 km2）、グースクリークとハナハン各市内
- 航空海洋戦大西洋システムセンター
- 海軍原子力訓練コマンド
- 原子力学校
- 原子力訓練部隊
- 繫留訓練艦ダニエル・ウェブスター
- 繫留訓練艦サム・レイバーン
- 繫留訓練艦ラホーヤ
- 繫留訓練艦サンフランシスコ
- チャールストン海軍統合ブリッグ、東海岸
- 移動機雷組立第11部隊
- チャールストン海軍作戦支援センター
- 海軍予備センター
- 海軍弾薬司令部チャールストン支所
- 爆発性物資支所
- チャールストン海軍健康クリニック
- 海軍歯科クリニック

### 海兵隊
- アメリカ海兵隊予備センター、海軍武器基地

### 陸軍
- サウスカロライナ州軍陸兵
- 陸軍予備役訓練センター
- 陸軍第841輸送大隊
- 陸軍第1182配置配給支援大隊
- 陸軍第1189輸送旅団、予備役司令部
- 陸軍戦略兵站活動部

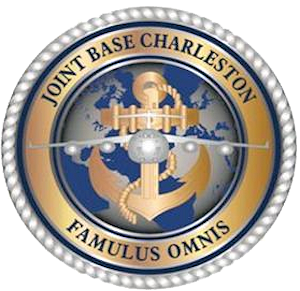
チャールストン合同基地
アメリカ海兵隊
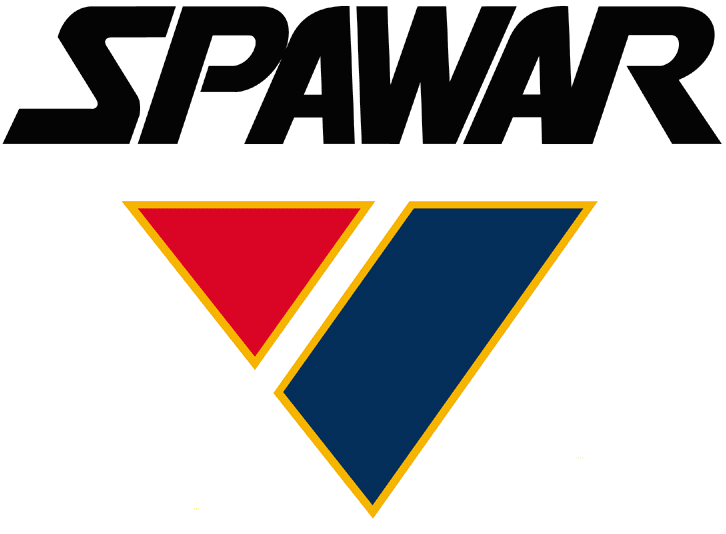
航空海洋戦大西洋システムセンター
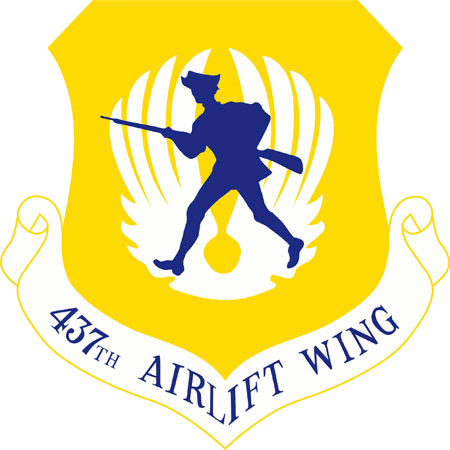
第437空輸大隊
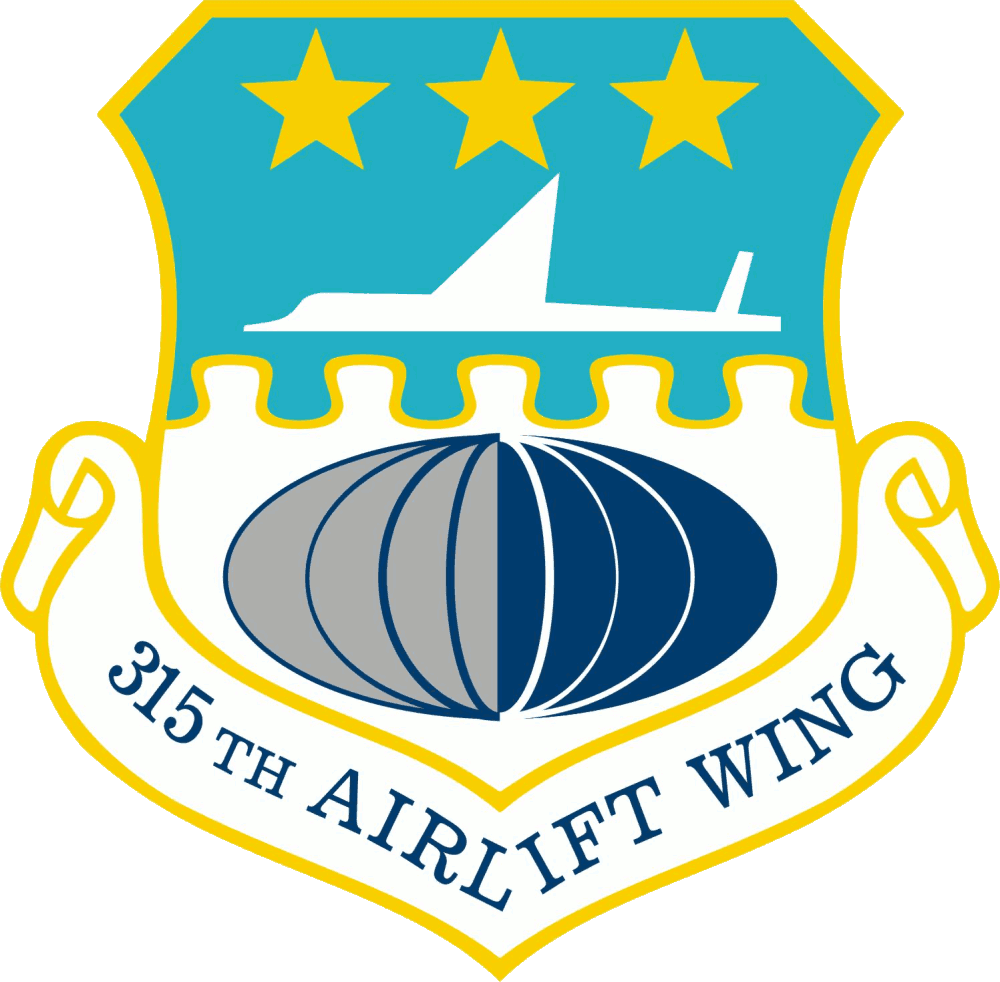
第315空輸大隊
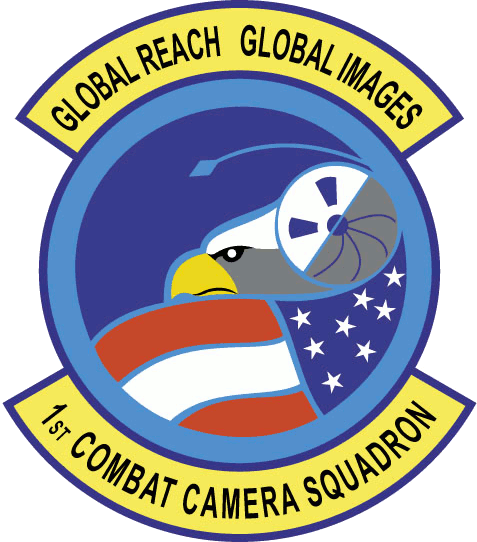
第1戦闘カメラ大隊
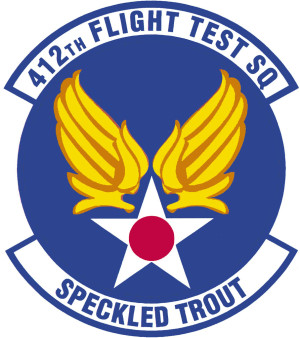
第412飛行試験大隊
アメリカ陸軍工兵司令部

## 警察
グースクリーク警察署は、市役所や私立裁判所と共に、マルゲリート・H・ブラウン市民センターに入っている。法執行機関認証委員会によって認証された政府機関であり、地域警備手法を用いて市民との良好な関係を築くために働いている。

## 高校
グースクリーク地域には3つの高校がある。グースクリーク高校とストラットフォード高校はグースクリーク市内の高校生に対応し、ケインベイ高校は市域外にあり、市内と市外の生徒を受け入れている。グースクリーク高校にはバークレイ郡芸術校も入っており、創作、音楽、ダンス、演劇、発声の学科がある。それぞれが生徒の才能を引き延ばすことに重点が置かれている。生徒はトライアウトを受け、その学科の入学を許可される必要がある。新卒者のみが受け入れられる。

## 気候
| グースクリーク（空港、1981年–2010年平均）の気候 | グースクリーク（空港、1981年–2010年平均）の気候 | グースクリーク（空港、1981年–2010年平均）の気候 | グースクリーク（空港、1981年–2010年平均）の気候 | グースクリーク（空港、1981年–2010年平均）の気候 | グースクリーク（空港、1981年–2010年平均）の気候 | グースクリーク（空港、1981年–2010年平均）の気候 | グースクリーク（空港、1981年–2010年平均）の気候 | グースクリーク（空港、1981年–2010年平均）の気候 | グースクリーク（空港、1981年–2010年平均）の気候 | グースクリーク（空港、1981年–2010年平均）の気候 | グースクリーク（空港、1981年–2010年平均）の気候 | グースクリーク（空港、1981年–2010年平均）の気候 | グースクリーク（空港、1981年–2010年平均）の気候 |
| 月                                              | 1月                                             | 2月                                             | 3月                                             | 4月                                             | 5月                                             | 6月                                             | 7月                                             | 8月                                             | 9月                                             | 10月                                            | 11月                                            | 12月                                            | 年                                              |
| ----------------------------------------------- | ----------------------------------------------- | ----------------------------------------------- | ----------------------------------------------- | ----------------------------------------------- | ----------------------------------------------- | ----------------------------------------------- | ----------------------------------------------- | ----------------------------------------------- | ----------------------------------------------- | ----------------------------------------------- | ----------------------------------------------- | ----------------------------------------------- | ----------------------------------------------- |
| 平均最高気温 °F （°C）                          | 59.0 (15)                                       | 62.8 (17.1)                                     | 69.6 (20.9)                                     | 76.5 (24.7)                                     | 83.2 (28.4)                                     | 88.4 (31.3)                                     | 91.1 (32.8)                                     | 89.6 (32)                                       | 84.9 (29.4)                                     | 77.1 (25.1)                                     | 69.8 (21)                                       | 61.6 (16.4)                                     | 76.1 (24.5)                                     |
| 平均最低気温 °F （°C）                          | 38.1 (3.4)                                      | 41.2 (5.1)                                      | 47.2 (8.4)                                      | 53.8 (12.1)                                     | 62.4 (16.9)                                     | 70.2 (21.2)                                     | 73.6 (23.1)                                     | 72.9 (22.7)                                     | 67.8 (19.9)                                     | 57.3 (14.1)                                     | 48.1 (8.9)                                      | 40.6 (4.8)                                      | 56.1 (13.4)                                     |
| 降水量 inch （mm）                              | 3.70 (94)                                       | 2.96 (75.2)                                     | 3.71 (94.2)                                     | 2.91 (73.9)                                     | 3.02 (76.7)                                     | 5.64 (143.3)                                    | 6.52 (165.6)                                    | 7.15 (181.6)                                    | 6.10 (154.9)                                    | 3.75 (95.3)                                     | 2.43 (61.7)                                     | 3.11 (79)                                       | 50.99 (1,295.1)                                 |
| 降雪量 inch （cm）                              | 0.1 (0.3)                                       | 0.2 (0.5)                                       | 0 (0)                                           | 0 (0)                                           | 0 (0)                                           | 0 (0)                                           | 0 (0)                                           | 0 (0)                                           | 0 (0)                                           | 0 (0)                                           | 0 (0)                                           | 0.3 (0.8)                                       | 0.6 (1.5)                                       |
| 平均降水日数 （≥0.01 in）                       | 9.5                                             | 8.6                                             | 7.9                                             | 7.7                                             | 7.8                                             | 11.9                                            | 13.0                                            | 13.2                                            | 10.0                                            | 7.3                                             | 7.0                                             | 8.7                                             | 112.6                                           |
| 平均降雪日数 （≥0.1 in）                        | 0.1                                             | 0.1                                             | 0                                               | 0                                               | 0                                               | 0                                               | 0                                               | 0                                               | 0                                               | 0                                               | 0                                               | 0.2                                             | 0.4                                             |
| 平均月間日照時間                                | 179.8                                           | 189.3                                           | 244.9                                           | 276.0                                           | 294.5                                           | 279.0                                           | 288.3                                           | 257.3                                           | 219.0                                           | 223.2                                           | 189.0                                           | 170.5                                           | 2,810.8                                         |
| 出典：NOAA, HKO (日照 1961–1990)                |                                                 |                                                 |                                                 |                                                 |                                                 |                                                 |                                                 |                                                 |                                                 |                                                 |                                                 |                                                 |                                                 |

## 著名な出身者
- ジャスティン・スモーク、メジャーリーグベースボール選手、トロント・ブルージェイズ他
- マット・ウィータース、メジャーリーグベースボール選手、ボルチモア・オリオールズ